# 科哈塞特 (加利福尼亞州)
科哈塞特（英語：Cohasset）是位於美國加利福尼亞州比尤特縣的一個人口普查指定地區。

## 地理
科哈塞特的座標為39°55′32″N 121°43′52″W / 39.92556°N 121.73111°W，而該地最高點為海拔高度862米（即2828英尺）。

## 人口
根據2010年美國人口普查的數據，科哈塞特的面積為65.541平方千米，當中陸地面積為65.541平方千米，而水域面積為0.000平方千米。當地共有人口847人，而人口密度為每平方千米12人。